# Olympische Sommerspiele 1896/Ringen
Bei den I. Olympischen Spielen 1896 in Athen fand ein Wettbewerb im Ringen statt. Austragungsort war das Panathinaiko-Stadion.

## Medaillenspiegel
| Platz | Land            | Silber | Bronze | Dritter | Gesamt |
| ----- | --------------- | ------ | ------ | ------- | ------ |
| 1     | Deutsches Reich | 1      | –      | –       | 1      |
| 2     | Griechenland    | –      | 1      | 1       | 2      |

## Ergebnis

### Griechisch-römischer Stil, Offene Klasse
| Platz | Land | Sportler               | Siege |
| ----- | ---- | ---------------------- | ----- |
| 1     | GER  | Carl Schuhmann         | 2     |
| 2     | GRE  | Georgios Tsitas        | 1     |
| 3     | GRE  | Stefanos Christopoulos | 1     |
| 4     | GBR  | Launceston Elliot      | 0     |
| 4     | HUN  | Momcsilló Tapavicza    | 0     |

Olympiasieger Schuhmann war der kleinste (1,63 Meter) und leichteste Teilnehmer der Konkurrenz.

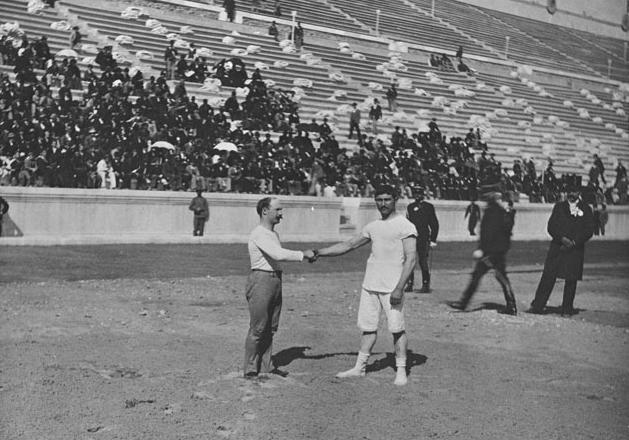
Schuhmann und Tsitas vor dem Kampf